# Улица Тани Бибиной (Саранск)
У́лица Та́ни Би́биной — улица в Октябрьском районе города Саранска, расположена в восточной части жилого микрорайона «Заречный» («Химмаш»).

## История
Названа решением исполкома Саранского горсовета от 25 января 1966 года в честь крановщицы Татьяны Николаевны Бибиной (1939—1960), которая ценой собственной жизни предотвратила падение стрелы сорванного с креплений шквальным ветром подъёмного крана на здание бани, в которой в тот момент находились женщины и дети.

## Организации
- Судебные участки мировых судей Ленинского района г. Саранска — ул. Т. Бибиной, 22
- Отдел социальной защиты населения Администрации Октябрьского района Городского округа Саранск — ул. Т. Бибиной, 22
- Детская городская библиотека № 2 им. Н. А. Некрасова — ул. Т. Бибиной, 14

## Транспорт
В сентябре 2016 года был анонсирован пуск общественного транспорта по улице Тани Бибиной.
15 октября, в столице Мордовии стал курсировать новый маршрут общественного транспорта. Автобус № 27.